# دجاج رضوى

## دجاج رضوى
إحدى شركات إنتاج الدجاج في المملكة العربية السعودية. يبلغ حجم إنتاجها 100.000 دجاجة يومياً، ويقع مقر الشركة الرئيسي في ذهبان في المملكة العربية السعودية.

## تاريخ
- في عام 1979 انشئ الدكتور عبد الهادي بن حسن آل طاهر مزارع رضوى.
- في عام 2012 أنشئت رضوى السعودية مصنعها الجديد.[2][3]